# Neotrichiorhyssemus babaulti
Neotrichiorhyssemus babaulti är en skalbaggsart som beskrevs av Bénard 1917. Neotrichiorhyssemus babaulti ingår i släktet Neotrichiorhyssemus och familjen Aphodiidae. Inga underarter finns listade i Catalogue of Life.